# Oceano (Kalifornija)
Oceano je naseljeno područje za statističke svrhe u američkoj saveznoj državi Kalifornija. Prema popisu stanovništva iz 2010. u njemu je živjelo 7.286 stanovnika.